# Tomsk
Tomsk [tómsk] (rusko Томск) je mesto v Rusiji, upravno središče Tomske oblasti. Prebivalstvo je leta 2005 štelo 508.900 ljudi. Po velikosti mest je na 32. mestu.

## Geografija
Mesto Tomsk leži na desnem bregu reke Tome v Zahodni Sibiriji v Sibirskem zveznem okrožju. 20 km severno od mesta Tomsk leži mesto Seversk, ki se je v preteklosti kot zaprto upravno področje imenovalo Tomsk-7.
Površina mesta je 29.289 ha. Mesto je razdeljeno na 4 dele: Kirovski, Sovjetski, Leninski, Oktjabrski. 
Leta 2005 so k mestu priključili tudi naselja Eušta, Dzeržinski, Timirjazevskoje, Zonalni, Loskutovo, Svetli, Kirgizka, Kopilovo. 

## Podnebje
Podnebje je celinsko. Povprečna letna temperatura je - 1,3 °C. Zime so dolge in neprijazne, najnižja zabeležena temperatura je -55 °C (januar 1969). Povprečna januarska temperatura je -19 do -21 °C, julijska pa +17 do +18 °C. Količina padavin skozi leto: 435 mm.

## Zgodovina
20. januarja 1604 so na dvor ruskega carja Borisa Godunova pod vodstvom kneza Tojana prispeli poslanci tatarskega plemena Eušta in prosili carja naj vzame pleme Eušta pod okrilje Moskve in ustanovi na bregu reke Tome rusko mesto, ki bi zaščitila Euštince pred napadi bojevitih sosedov Kirgizov in Kalmikov.
25. marca 1604 je Godunov na breg reke Tome poslal kozaškega vodjo Gavrila Pisemskega iz Surguta in vodjo strelcev Vasilija Tirkova iz Tobolska z nalogo, da na bregu reke Tome, na tatarski zemlji osnujeta mesto - trdnjavo, ki naj bi preprečila prehod čez reko. 
Trdnjava je bila osnovana na visokem desnem u reke Tome, 60 km oddaljena od mesta, kjer se reka zliva v sibirski veletok Ob, nedaleč od ustja reke Ušajke. 7. oktobra 1604 so bila gradbena dela zaključena, ta dan pa je postal uradni rojstni dan mesta Tomska. Mesto je postalo važen strateški vojaški center, ki je skozi celo 17. stoletje skrbel za varnost tamkajšnjega prebivalstva, v letih 1614, 1617, 1657 in 1698 pa je ubranil napade nomadskih narodov. 
V 18. stoletju so se meje ruske države premaknile daleč na jug in vzhod, nomadska plemena pa so pomirili. Mesto Tomsk je izgubilo svoj pomen kot trdnjava. Sredi 18. stoletja in vseskozi do sovjetskega obdobja je mesto bilo kraj za pregnance. Tu so kot politični izgnanci živeli Ibrahim Hannibal (Ибрагим Ганнибал), Gavriil Batjenkov (Гавриил Батеньков), Mihail Bakunin (Михаил Бакунин), Nikolaj Erdman (Николай Эрдман), Gustav Špet (Густав Шпет), Nikolaj Kljujev (Николай Клюев).
Po nastanku Sibirske ceste je Tomsk postal pomemben kot center tranzitne trgovine. Počasi je zrasel do statusa regionalnega administrativnega centra. Leta 1804 je postal center ogromne Tomske gubernije, ki je obsegala ozemlja današnjo Altajsko regijo, Kemerovsko, Novosibirsko in Tomsko pokrajino, Vzhodno Kazahstansko pokrajino (Kazahstan) in del Krasnodarske regije. Konec 30-ih let 19. stoletja se je prebivalstvo zaradi kopanja zlata v Sibiriji izredno povečalo.
Leta 1878 so v Tomsku ustanovili Državno univerzo (TGU), deveto univerzo v Rusiji in prvo univerzo vzhodno od Volge.
Ko so gradili transsibirsko železnico, so za mesto, kjer naj bi bil postavljen most čez reko Ob, izbrali kraj dokaj kužno od Tomska. Posledično je tam nastalo naselje, ki je kasneje zraslo v mesto Novosibirsk, Tomsk pa je bil od železnice oddaljen. Čeprav je leta 1896 železnica bila podaljšana tudi do Tomska, se je ta krak železnice končal v Tomsku in mesto je izgubilo pomen prometnega križišča.
Po oktobrski revoluciji 1917 so mesto Tomsk priključili upravni enoti Sibirska regija, ki se je kasneje preoblikovala v Zahodno Sibirsko regijo, leta 1937 pa je Tomsk prešel v Novosibirsko pokrajino. 
V času 2. svetovne vojne so v Tomsk evakuirali približno 30 podjetij iz evropskega dela Rusije, kar je pomenilo začetek industrije v tem mestu: v času vojne se je industrijska proizvodnja v Tomsku potrojila. Spremenil se je tudi administrativni status mesta: avgusta 1944 je nastala Tomska pokrajina, mesto Tomsk pa upravni center pokrajine.
229.000 prebivalcev Tomska se je borilo med 2. svetovno vojno, 76 je bilo podeljen naziv heroja Sovjetske zveze.
V Tomsku se je ohranilo kar nekaj spomenikov lesene arhitekture, ki so v glavnem nastali konec 19. stoletja. 1970 je mesto dobilo status zgodovinskega mesta. V času perestrojke so ukinili prepoved obiska tujcev v mesto. 
V 90. letih 20. stoletja je tako kot v veliko drugih ruskih mestih prišlo do propadanja industrijske proizvodnje - predvsem v težki strojni industriji , ki je glavna naročila dobivala s strani države (vojaška industrija) in je postala nekonkurenčna v primerjavi z lahko industrijo. Ekonomska situacija se je izboljšala po borznem zlomu 1998.
Leta 2004 je mesto praznovalo 400 let. Veliko sredstev je bilo namenjenih obnovi mesta, predvsem ulic. Na žalost je uradno praznovanje 400-letnice sovpadlo z dogodki v Beslanu in je bilo zato odpovedano.
Leta 2005 se je vlada odločila, da bo na območju Tomska uvedla posebno ekonomsko cono, zaradi česar msto pričakuje veliko investicij v gospodarski razvoj mesta.